# Giacomo Morandi
Giacomo Morandi (Módena, 24 de agosto de 1965) es un arzobispo católico, profesor universitario, teólogo, filósofo,  biblista y misiólogo italiano. Fue ordenado sacerdote en abril de 1990 para la archidiócesis de Módena-Nonantola, en la que ha desempeñado todo su ministerio sacerdotal y de la que cabe destacar que fue durante 2015 el administrador apostólico. En ese mismo año pasó a formar parte del Gobierno de la Santa Sede como Subsecretario de la Congregación para la Doctrina de la Fe.
Posteriormente, el 18 de julio de 2017, fue nombrado por el papa Francisco como nuevo Secretario de la Congregación y como nuevo arzobispo de la antigua Sede Titular de Cerveteri.

## Inicios y formación
Giacomo Morandi nació un 24 de agosto de 1965 en la ciudad italiana de Módena, Emilia-Romaña.
A los 14 años de edad descubrió su vocación religiosa y eso fue lo que le llevó a querer ingresar en el Seminario Interdiocesano "Studio Teologico Interdiocesano di Modena-Nonantola, Reggio Emilia-Guastalla, Carpi, Parma" situado en la ciudad de Reggio Emilia, donde pudo realizar un Bachillerato en Teología y Filosofía.
Finalmente al terminar sus estudios en el seminario interdiocesano, el día 11 de abril de 1990 pudo recibir el sacramento del orden para la archidiócesis de Módena-Nonantola, por el entonces arzobispo metropolitano Bartolomeo Santo Quadri.
Seguidamente se trasladó a la ciudad de Roma, donde en 1992 se licenció como especialista en Ciencias bíblicas por el Pontificio Instituto Bíblico (PIO). Años más tarde, en el 2008 obtuvo una Licenciatura y un Doctorado en Misiología por la Pontificia Universidad Gregoriana (PUG).
La tesis que defendió para doctorarse, trataba sobre la Teología de la evangelización.

## Ministerio sacerdotal
Tras su ordenación en 1990, además de estar completando sus estudios superiores, ha ido desempeñando de manera sucesiva diversos cargos pastorales dentro de su diócesis.
Inició su ministerio como asistente en varias iglesias. Luego a partir de 1993 pasó a ser vicario parroquial en el municipio de Fiorano Modenese. 
Desde 1996 hasta 2012 fue director Episcopal de la Oficina Diocesana de Obras Bíblicas.
Al mismo tiempo desde el 2002 también fue asistente espiritual para los médicos católicos de la arquidiócesis. Desde el 2005 fue vicario episcopal para la Catequesis, la Evangelización y la Cultura. Más tarde fue elegido como decano del cabildo catedralicio y en el mes de noviembre de 2010 se convirtió en vicario general del arzobispado.
Entre el 17 de febrero y el 12 de septiembre de 2015, tuvo que abandonar temporalmente su labor de vicario general por haber sido elegido como Administrador Diocesano de Módena-Nonantola durante un periodo que surgió de sede vacante, debido al fallecimiento del que era por entonces arzobispo metropolitano Antonio Lanfranchi. Una vez llegado Erio Castellucci para ser el nuevo arzobispo, Giacomo Morandi ya pudo retomar su cargo de vicario general.
También ha ejercido como profesor de Sagrada Escritura en el Instituto de Ciencias Religiosas de Módena y como profesor de Exégesis Patrística en el Atelier de Teología "Cardenal Spidlik" del Centro de Estudios e Investigación "Ezio Aletti" de Roma, institución académica que está afiliada al Pontificio Instituto Oriental (PIO).
El día 27 de octubre de 2015 fue nombrado Subsecretario de la Congregación para la Doctrina de la Fe, en sustitución de Damiano Marzotto Caotorta.

## Episcopado
El 18 de julio de 2017 fue nombrado, por el papa Francisco, secretario de la Congregación para la Doctrina de la Fe, concediéndole la dignidad de arzobispo al asignarle la sede titular de Cerveteri.
Al ser elevado a la dignidad de arzobispo, además de su escudo eligió como lema la frase: "Domine tu omnia scis" (en idioma latín) - (en español: Señor, tú lo sabes todo).
Recibió la consagración episcopal el 30 de septiembre del mismo año en la Catedral Metropolitana de Santa Maria Assunta en el Cielo y San Geminiano de Módena, a manos del cardenal vicario Angelo De Donatis que actuó en calidad de consagrante principal. Sus co-consagrantes fueron el arzobispo de Módena-Nonantola Erio Castellucci y el obispo emérito de Brescia Luciano Monari.
El 28 de abril de 2020 fue nombrado consultor del Pontificio Consejo para la Promoción de la Unidad de los Cristianos  ad quinquennium.
El 10 de enero de 2022 fue nombrado obispo de Reggio Emilia-Guastalla, concediéndole el título de arzobispo ad personam. Inició su ministerio en dicha diócesis el 13 de marzo siguiente.

## Publicaciones
- Lugo teologico di evangelizzazione, Milano, Edizioni Paoline, 2009, ISBN 978-88-315-3582-3.